# Xanthopimpla trisignata
Xanthopimpla trisignata är en stekelart som beskrevs av Krieger 1899. Xanthopimpla trisignata ingår i släktet Xanthopimpla och familjen brokparasitsteklar. Inga underarter finns listade i Catalogue of Life.